# Janine Tischer
Pour les articles homonymes, voir Tischer.
Janine Tischer, née le 19 mai 1984 à Meiningen, est une bobeuse allemande.

## Carrière
Janine Tischer est médaillée d'or en bob à deux aux Championnats d'Europe de 2005 à Altenberg avec Cathleen Martini.
Le duo remporte la médaille d'argent en bob à deux aux Championnats du monde 2007 à Cortina d'Ampezzo, aux Championnats du monde 2008 à Altenberg ainsi qu'aux Championnats d'Europe 2007 à Saint-Moritz, aux Championnats d'Europe 2008 à Césane et aux Championnats d'Europe 2009 à Saint-Moritz. Janine Tischer et Cathleen Martini sont également médaillées d'or en bob à deux aux Championnats d'Europe de 2012 à Altenberg et médaillées de bronze aux Championnats du monde 2009 à Lake Placid.
Elle participe avec Claudia Schramm aux Jeux olympiques d'hiver de 2010 à Vancouver, terminant à la septième place.

## Palmarès

### Championnats monde
- : médaillée d'argent en bob à 2 aux championnats monde de 2007 et 2008.
- : médaillée de bronze en bob à 2 aux championnats monde de 2009.

### Coupe du monde
- 30 podiums  : 
  - en bob à 2 : 7 victoires, 16 deuxièmes places et 7 troisièmes places.
- 1 podium en équipe mixte : 1 victoire.

#### Détails des victoires en Coupe du monde
| Édition   | Bob à 2              |
| 2004-2005 | Altenberg            |
| 2005-2006 | Altenberg            |
| 2006-2007 | Lake Placid          |
| 2007-2008 | Königssee            |
| 2008-2009 | Lake Placid          |
| 2011-2012 | Winterberg Altenberg |